# Bakladdare

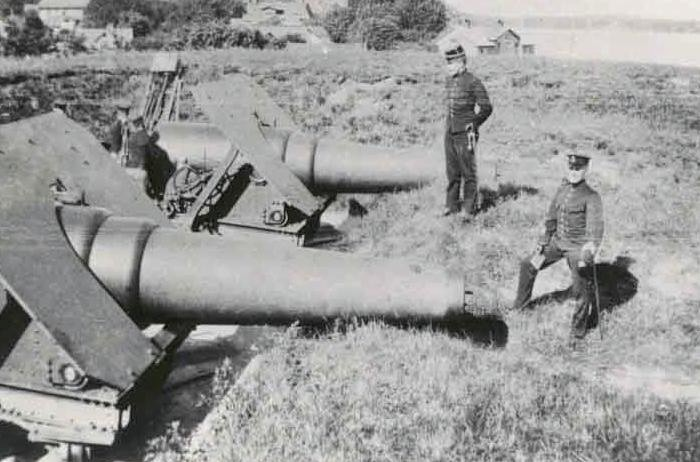
Kronuddens batteri 1904 med två av fyra 27 cm bakladdningskanoner.

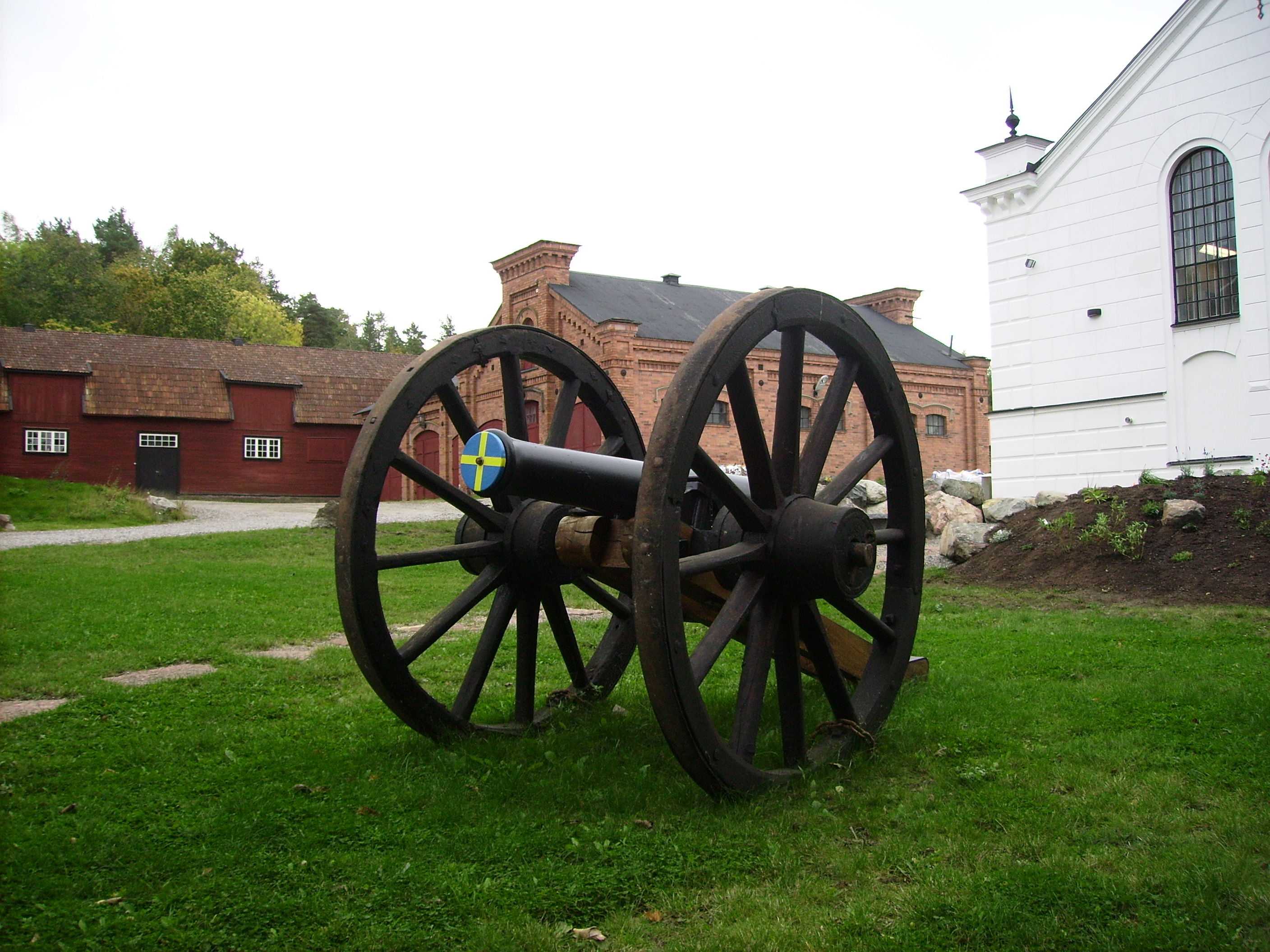
Fältkanon från Åkers styckebruk

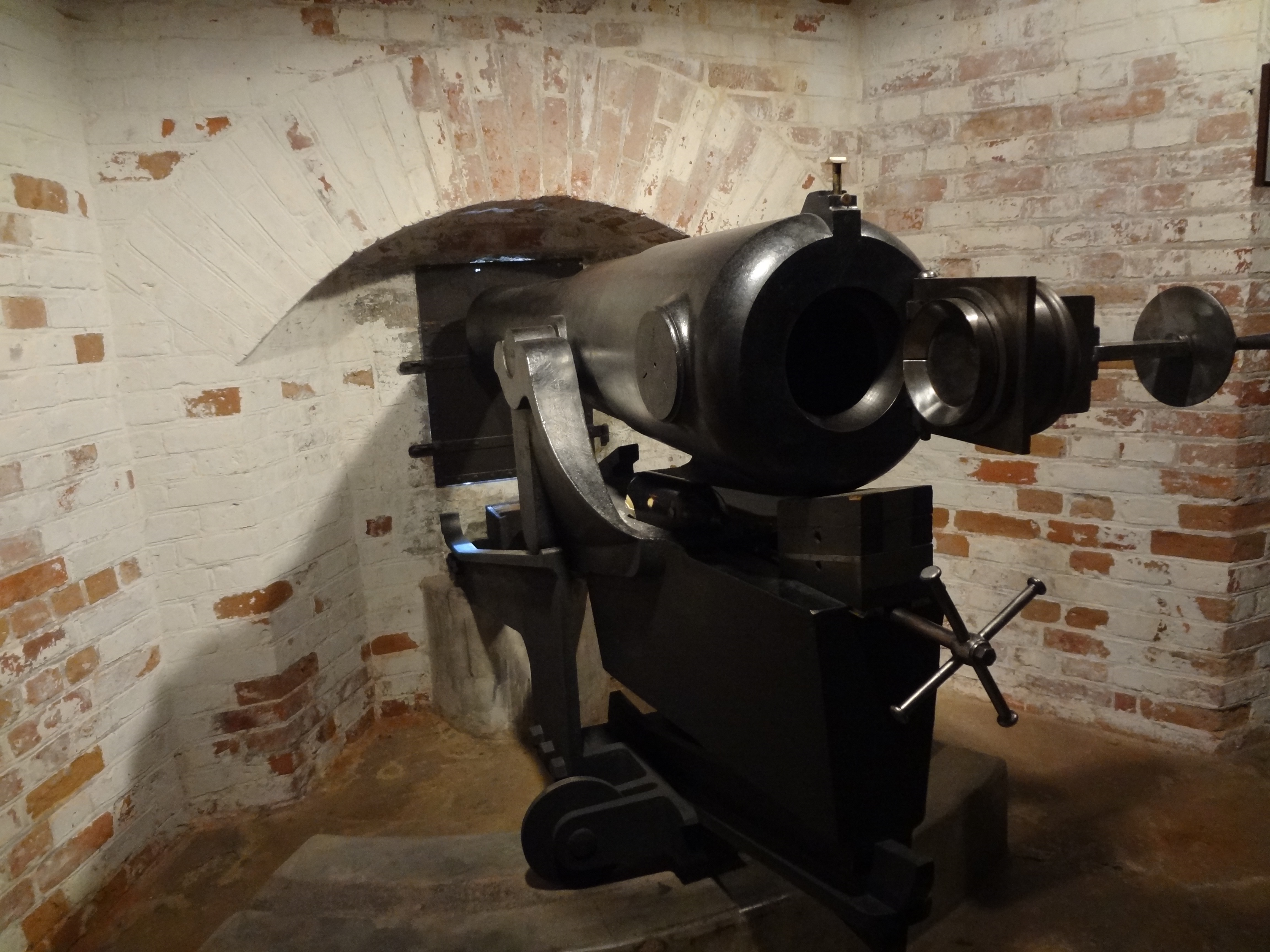
Bakladdad kanon vid Karlsborgs fästning.

En bakladdare är ett eldvapen som laddas bakifrån, till skillnad från mynningsladdare.

## Kanoner
En del mycket tidiga kanoner var bakladdade. Det gick till så att drivladdning och projektil laddades via en öppen kammare vid eldrörets bakända. 
När gjuteritekniken utvecklades visade det sig enklare att gjuta eldrör som var slutna i en ände. Dessutom blev eldröret därmed starkare.
Tankarna på bakladdade kanoner väcktes åter under 1800-talet och en av pionjärerna var Martin von Wahrendorff vid Åkers styckebruk som 1837 uttog patent på en bakladdningsmekanism till kanoner. 
En rad olika konstruktioner testades men de två principer som visat sig praktiskt användbara är kilmekanismen och skruvmekanismen. För att tillsluta eldröret som i denna konstruktion är öppet i bägge ändar används ett bak- eller slutstycke.
De mest betydande utvecklingarna av skruvmekanismen var trappskruven som ritades av Axel Welin 1890 och ogivalskruven som konstruerades av Arent Silfversparre några år senare.

## Handeldvapen
Bland handeldvapen hade här förekommit enstaka försök med bakladdare ända sedan 1500-talet. Konstruktionerna var dock dyra, tunga, osäkra med dålig hållbarhet och med sämre precision och eldkraft. Det brittiska Fergusongeväret togs i produktion 1778 och i USA infördes Hallgeväret m/1819, som båda var bakladdade flintlåsgevär, men sådana konstruktioner förblev ovanliga. Särskilt berömd blev Sharpsgeväret, utvecklat 1848 för slaglås, som kom att tillverkas fram till 1881 och genomgick flera förbättringar.
Jean Samuel Pauly konstruerade 1808 ett bakladdningsgevär för vilket han erhöll pris av Napoleon, men detta ledde inte till något militärvapen som togs i serieproduktion (Pauly kom dock att tillverka en hel del jaktgevär med denna konstruktion). Hans elev Johann Nikolaus von Dreyse kom dock att ligga bakom det preussiska tändnålsgeväret m/1841, som blev det första bakladdningsgevär som kom att bli standardbeväpning inom en Europeisk armé. Geväret visade sig överlägset Dansk-tyska kriget och Tyska enhetskriget. Det var dock med skapandet av enhetspatroner under 1850-talet som bakladdare fick sitt stora genombrott, och under 1860-talet infördes de i de flesta arméer.
Klaffmekanismen, som var en av de tidiga typerna användes bland annat i Snider–Enfieldgeväret som antogs i Storbritannien 1866 och 1867 Werndl–Holubgeväret i Österrike samt Krnkageväret i Ryssland. Av samma modell var det i Schweiz 1867 antagna Amsler-Milbankgeväret och Wänzlgeväret i Österrike, samt det i Spanien 1868 antagna Berdangeväret.
Fallblockssystemet användes första gången i det 1862 utvecklade Peabodygeväret. Den skotske vapenkonstruktören Alexander Henry använde en liknande kontruktion i sitt Henrygevär, som 1871 resulterade i det inom brittiska armén antagna Martini–Henrygeväret. 1869 antogs Werdergeväret inom den preussiska armén vilket även det utnyttjade en liknande konstruktion. Ett annat gevär med fallblockssystem konstruerades av Joseph Rider som sålde sitt patent till Remington. Detta gevär antogs av svenska försvaret som gevär m/1867.
Tidigt utvecklades även cylindermekanismen, som särskilt lämpar sig för repetergevär. Det första framgångsrika vapnet av denna konstruktion var det franska Chassepotgeväret av modell 1866, som under tysk-franska kriget visade sin överlägsenhet gentemot de tyska gevären. Omedelbart efter krigsslutet antogs ett vapen av liknande konstruktion utvecklat av Mauser inom den tyska militären. Det italienska Veterligeväret antaget 1871 har även detta en snarlik konstruktion, liksom det i Nederländerna samma år antagna Beaumontgeväret. I Ryssland antogs 1871 en förbättrad variant av Berdangeväret försett med en cylindermekanism.
När det gäller bakladdade handeldvapen skiljer man på enkelskottsmekanismer och repetermekanismer.